# 維什涅韋 (柳巴希夫卡區)
47°51′6″N 30°13′30″E / 47.85167°N 30.22500°E

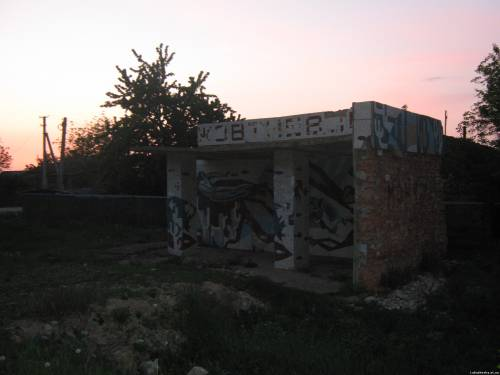

維什內韋（烏克蘭語：Вишневе）是位於烏克蘭西南部的村莊，由敖德萨州波季利斯克区的柳巴希夫卡市鎮負責管轄。該村始建於1918年，面積0.55平方公里，海拔高度186米，2001年人口297，人口密度每平方公里539.02人。